# Яне Седерквіст
Яне Седерквіст (швед. Jane Cederqvist, 1 липня 1945 — 15 січня 2023) — шведська плавчиня.
Срібна медалістка Олімпійських Ігор 1960 року.